# WTHU
WTHU ist ein christliches Talkradio aus Thurmont, Maryland. Die Station versorgt Frederick und Frederick County, Maryland. WTHU gehört und wird betrieben von der Christian Radio Coalition, Inc. Sie sendet mit 0,5 kW auf MW 1450 kHz ein AM-Stereo-Signal.
WTHU nahm 1967 den Betrieb auf und sendete Orioles Games und Adult Contemporary. Sie war die letzte 100 Watt Full-time-Station, die durch die Federal Communications Commission (FCC) lizenziert wurde.
In den 1970er Jahren wurde die Station für 150.000 US-Dollar an die heutigen Besitzer verkauft.